# Agaton (patriarcha Jerozolimy)
Agaton – trzydziesty drugi chalcedoński patriarcha Jerozolimy; sprawował urząd w latach 950–964.